# Roland Gunesch
Roland Gunesch, romunski rokometaš, * 25. marec 1944, Daia, Mureş.
Leta 1972 je na poletnih olimpijskih igrah v Münchnu v sestavi romunske rokometne reprezentance osvojil bronasto olimpijsko medaljo.
Čez štiri leta je poletnih olimpijskih igrah v Montrealu v sestavi romunske rokometne reprezentance osvojil srebrno olimpijsko medaljo.